# Detloff von Tiesenhausen
Detloff von Tiesenhausen (* um 1597; † nach dem 6. Oktober im Jahr 1684) war ein kurländischer Oberst in schwedischen und polnischen Diensten.

## Leben

### Herkunft und Familie
Detloff war Angehöriger der Linie Berson, des baltischen Adelsgeschlechts Tiesenhausen. Sein Vater war der am 1601 in Kokenhusen gefallene livländische Ritterschaftshauptmann Johann von Tiesenhausen, seine Mutter Elisabeth von Plate aus dem Hause Felix. Die Ehe der Eltern wurde 1596 geschlossen. Am 18. September 1602 heiratet die Mutter den schwedischen Admiral und Vizegouverneur von Riga Johann von Derfelden (1561–1633).
Er vermählte sich mit Maria Sibylla von Freyberg aus dem Hause Elsdorf († 1690). Aus der Ehe gingen der Sohn Adolph Wilhelm († 1660), kurländischer Kammerjunker und die Tochter Sibylla Maria († 1690), Erbin von Iwanden, hervor.

### Werdegang
Tiesenhausen verfolgte eine Offizierslaufbahn in der schwedischen Armee. Als Obristleutnant im Regiment „Rossow“ war er im Oktober 1630 bei der Blockade von Kolberg eingesetzt. 1632 wurde er als Dietlof von Tiesenhausen mit dem Namen „der Vorkommende“ in die Fruchtbringende Gesellschaft aufgenommen. Inzwischen zum Oberst avanciert, erhielt er 1633 von Georg von Braunschweig den Befehl zur Werbung im Raum Göttingen. Noch im Frühjahr desselben Jahres wurde er der Armee von Wilhelm von Sachsen-Weimar zugeteilt. An sein Scheitern am 16. Juni 1633 bei der Belagerung von Kronach, wo er schwer verwundet wurde, erinnert noch heute die seit 1634 stattfindende Schwedenprozession. Nach seiner Genesung kämpfte Tiesenhausen im Heer von Bernhard von Sachsen-Weimar und trat 1635 in die kursächsische Armee über. Doch bereits im April 1636 resignierte er nach einem Streit mit General Willdorf und begab sich nach Hamburg um sich, vielleicht über Danzig, in die Heimat einzuschiffen.
Er war Erbherr auf Groß Iwanden, dessen Bewirtschaftung er sich fortan widmete. Von dort korrespondierte er unter anderem mit Martin Opitz. Tiesenhausen war auch polnischer Oberst und Kammerherr.